# Église San Fermo Minore di Brà
 (juin 2023).
L'église San Fermo Minore di Brà, plus connue sous le nom d'église des Philippins, est un lieu de culte catholique situé au cœur du centre historique de Vérone.

## Histoire
L'ancienne abbaye bénédictine du XIVe siècle, composée d'une petite église, d'un cimetière, de résidences, de cours et de jardins, a été concédée en 1712 à la Congrégation de l'oratoire de San Filippo Neri (ou dei Filippini), qui à partir de 1715 a commencé à officier dans l'église.
En 1746, les pères philippins, qui considéraient l'ancienne église trop petite et exiguë, commandèrent le projet d'un nouveau bâtiment plus grand à l'architecte vénitien Andrea Camerata, qui proposa une architecture similaire aux modèles palladiens. En fait, la principale référence de l'architecte semble être la basilique San Giorgio Maggiore de Venise, bien que certaines variantes dérivent de l'église San Francesco della Vigna, les deux églises vénitiennes conçues par le célèbre architecte de la Renaissance Andrea Palladio. La construction a commencé en 1759 et s'est terminée en 1791, lorsqu'elle a été consacrée par l'évêque de Vérone Giovanni Andrea Avogadro.
Pendant les raids aériens de la Seconde Guerre mondiale, l'église a subi plusieurs dommages, en particulier le toit, l'abside, une partie du côté gauche et l'oratoire adjacent conçu par l'architecte Adriano Cristofali ont été détruits ; les travaux de restauration qui en ont résulté ont commencé en 1952 et se sont achevés en 1954.[réf. nécessaire]

## Description

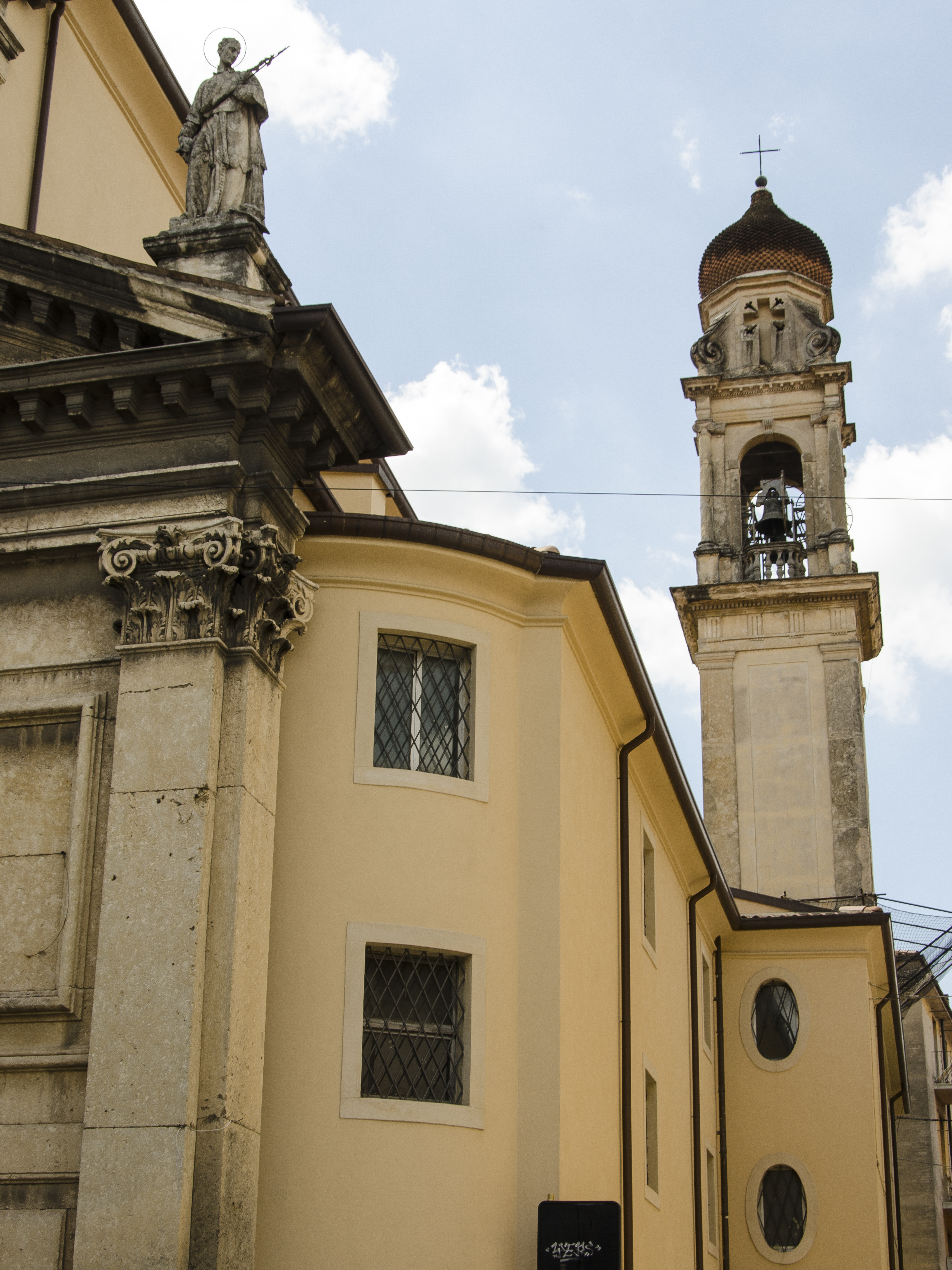
Le clocher de l'église.

Le clocher-tour attenant au presbytère, possède un clocher à édicule, sur lequel est posé un tambour octogonal qui supporte à son tour une petite coupole.
L'intérieur présente un environnement aéré caractérisé par une composition architecturale néoclassique élégante et équilibrée.